# Erlesmühle (Großheirath)
 Erlesmühle  ist ein Einzelanwesen in der oberfränkischen Gemeinde Großheirath im Landkreis Coburg.

## Geographie
Die Einöde liegt etwa elf Kilometer südlich von Coburg und einen Kilometer westlich von Großheirath an der Itz. Die Bundesstraße 4 führt in etwa 200 Meter Abstand an dem Ort vorbei.

## Geschichte
Die Erlesmühle wurde erstmals 1303 urkundlich als „Erellmule bei Hewrit“ erwähnt. Die Herren von Heldritt vermachten damals das Anwesen als fromme Stiftung dem Kloster Langheim. Es war eine Getreidemühle, in der die Bauern der Langheimer Besitzungen westlich der Itz ihre Getreide mahlen lassen mussten.
Die Mühle ist mindestens zweimal abgebrannt. 1928 erwarben die Familie Reißenweber, Eigentümer der Großheirather Mühle, auch die Erlesmühle zur Nutzung als Wasserkraftanlage. 1950 lebten in der Erlesmühle 31 Personen in einem Wohnhaus. Die evangelische Schule und die Kirche befanden sich in Großheirath, zu dem der Ort gehörte. Im Jahr 1987 hatte die Einöde sechs Einwohner und ein Wohnhaus mit zwei Wohnungen.
Die Wasserkraftanlage hatte im Jahr 2010 eine Leistung von 272 kW und einen Durchschnittsertrag von 768.561 kWh im Jahr. Eine Wassermenge von maximal 11,1 m³/s darf aus der Itz in die Triebwerksanlage abgeleitet werden.

## Einwohnerentwicklung
| Jahr | Einwohnerzahl |
| ---- | ------------- |
| 1950 | 31            |
| 1970 | 12            |
| 1987 | 6             |